# Литовченко, Сергей Викторович
Серге́й Ви́кторович Лито́вченко (укр. Сергій Вікторович Літовченко; 30 января 1979, Николаев) — украинский футболист, защитник, затем тренер.

## Биография
В сезоне 1996/97 выступал за команду «Гидролизник». С 1998 по 2001 год выступал в Латвии за команду «ЛУ/Даугава» (Рига). Позже выступал в клубах: «Колос» (Степовое), «Черкассы», «Нафком-Академия».
В 2004 году выступал за белорусскую команду «Торпедо-СКА» (Минск). С 2005 года по 2006 год играл за симферопольскую «Таврию», в команде дебютировал 1 марта 2005 года в матче против бориспольского «Борисфена» (2:1). С 2006 по 2010 год выступал за киевский «Арсенал».
23 декабря 2015 года был представлен в качестве главного тренера киевского «Арсенала». Летом 2018 года покинул «Арсенал».
В августе 2018 года назначен главным тренером белорусского клуба Высшей лиги — «Днепр» из Могилёва.
В 2020 году пожизненно дисквалифицирован Федерацией футбола Армении от любой деятельности, связанной с футболом, за участие в организации договорных матчей, однако уже в конце июля 2021 года он был оправдан Спортивным арбитражным судом в Лозанне.
С 24 июля 2021 года — главный тренер клуба «Олимпик» (Донецк). Соглашение рассчитано на один год.

## Достижения
- Победитель Первой лиги Украины (1): 2017/18

## Личная жизнь
Жена Ирина. Сын 2002 года рождения, занимается футболом в ДЮСШ киевского «Арсенала».

## Статистика
| Сезон   | Клуб                | Лига         | Чемпионат | Чемпионат | Кубок | Кубок | Дубль | Дубль |
| Сезон   | Клуб                | Лига         | Игры      | Голы      | Игры  | Голы  | Игры  | Голы  |
| ------- | ------------------- | ------------ | --------- | --------- | ----- | ----- | ----- | ----- |
| 1996/97 | Гидролизник         | ААФУ         | 0         | 0         | 4     | 0     | —     | —     |
| 1998    | ЛУ/Даугава          | Высшая лига  | 19        | 0         | ?     | ?     | ?     | ?     |
| 1999    | ЛУ/Даугава          | Первая лига  | 19        | 0         | ?     | ?     | —     | —     |
| 2000    | ЛУ/Даугава          | Высшая лига  | 14        | 0         | ?     | ?     | 12    | 0     |
| 2000/01 | Колос (Степовое)    | ААФУ         | 5         | 0         | 0     | 0     | —     | —     |
| 2001/02 | Черкассы            | Вторая лига  | 9         | 0         | 5     | 0     | —     | —     |
| 2001/02 | Нафком-Академия     | Вторая лига  | 16        | 1         | 0     | 0     | —     | —     |
| 2002/03 | Нафком-Академия     | Вторая лига  | 28        | 2         | 3     | 0     | —     | —     |
| 2003/04 | Нафком-Академия     | Первая лига  | 16        | 1         | 1     | 0     | —     | —     |
| 2004    | Торпедо-СКА (Минск) | Высшая лига  | 21        | 0         | ?     | ?     | 6     | 0     |
| 2004/05 | Таврия              | Высшая лига  | 13        | 2         | 0     | 0     | 0     | 0     |
| 2005/06 | Таврия              | Высшая лига  | 17        | 0         | 3     | 0     | 3     | 0     |
| 2006/07 | Арсенал (Киев)      | Высшая лига  | 16        | 0         | 1     | 0     | 2     | 0     |
| 2007/08 | Арсенал (Киев)      | Высшая лига  | 15        | 0         | 2     | 0     | 3     | 0     |
| 2008/09 | Арсенал (Киев)      | Премьер-лига | 9         | 0         | 1     | 0     | 8     | 1     |
| 2009/10 | Арсенал (Киев)      | Премьер-лига | 3         | 0         | 0     | 0     | 0     | 0     |